# Villa Ebe

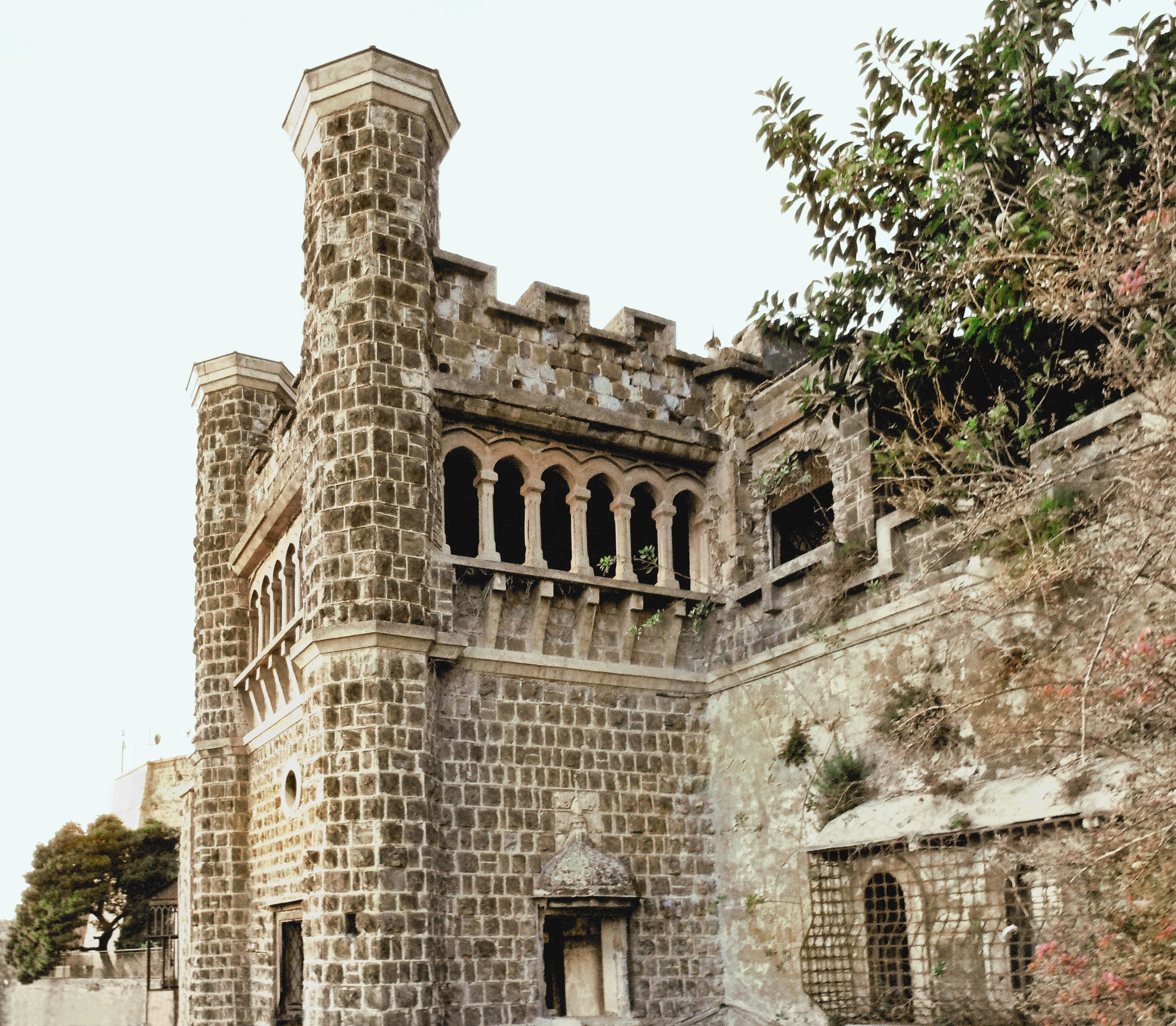
Villa Ebe in Neapel

Die Villa Ebe (auch Castello di Pizzofalcone) ist ein kleiner, neugotischer Palast aus den 1920er-Jahren im Viertel San Ferdinando von Neapel in der italienischen Region Kampanien. Es liegt an der Westflanke des Monte Echia an oberen Ende der Rampe di Pizzofalcone.

## Geschichte und Beschreibung
Die Villa wurde 1922 vom Architekten und Städtebauer Lamont Young im viktorianischen Stil errichtet; Young hatte sich etwa 20 Jahre zuvor mit dem Bau des Castello Aselmeyer befasst. Das Gebäude wurde Castello Lamont genannt und wurde in zwei abgeschlossenen Einheiten projektiert, von denen eine (auf der Seite der Villa Ebe) als persönliche Residenz des neapolitanischen Architekten diente, in der er bis zu seinem Selbstmord in ebendieser Villa lebte; die andere Einheit dagegen fungierte als Residenz der Familie Astarita. Diese zweite Einheit des Komplexes wurde bei den Bombardements der Alliierten im Zweiten Weltkrieg definitiv zerstört, sodass heute das Werk Youngs nur noch im Teil der Villa Ebe sichtbar ist.
Der originale Name des Komplexes änderte sich mit den Jahren; er wurde nach der damals jungen Gattin von Young, Ebe, genannt, die dort bis 1970 lebte; später verkauften ihre Erben das Anwesen an die Stadt Neapel. Im Jahre 2000 wurde die Villa durch eine Brandstiftung grundlegend beschädigt; der Brand verwüstete die Innenräume und zerstörte die bezaubernde Wendeltreppe vollständig. Das hervorstechende Element der Villa bleibt aber der quadratische Turm mit achteckigen Strebepfeilern aus Vesuvgestein mit Bogenfenstern auf den drei Seiten desselben.
Das Anwesen wurde für viele Jahre aufgegeben und Anfang der 2000er-Jahre hatte das Restaurierungsprojekt noch keine Gestalt angenommen, das erst 2005 bestätigt, aber bis heute noch nicht begonnen wurde. Dieses Projekt besteht aus dem Umbau des Anwesens in ein großes, interaktives Museum, in dem Ausstellungen und Zusammenkünfte stattfinden, die der Jugendstilarchitektur gewidmet sind; ebenfalls ist der Wiederaufbau der Panoramaterrasse (mit 360°-Rundblick auf den Golf von Neapel) und die Installation eines modernen Periskops, wie auf dem Torre di Tavira in Cádiz vorgesehen.
Obwohl die Region Kampanien eine Finanzierung der Wiederaufbauarbeiten zur Wiedernutzung des Anwesens mit europäischen Fonds in Höhe von € 3,35 Mio. bestätigt hat, fiel die Villa 2019 in vollständigen Verfall.
2023 kam der Dokumentarfilm La Napoli del Futuro: il Sogno di Lamont Young heraus, der von Francesco Carignani produziert wurde, der auch Regie geführt hatte. Auch dank des Erfolgs des Dokumentarfilms gelangte die Villa Ebe wieder in den Blickpunkt der Medien.